# 九四式輕裝甲車
九四式輕裝甲車，又被稱為九四式豆戰車，是日本皇軍在第二次世界大戰時使用的一種小坦克，當初這款車不是作為前線的裝甲戰鬥車輛，而是被歸類為裝甲曳引車，主要供牽引及運輸等後勤用途，但後來卻活躍於前線作戰。

## 概要

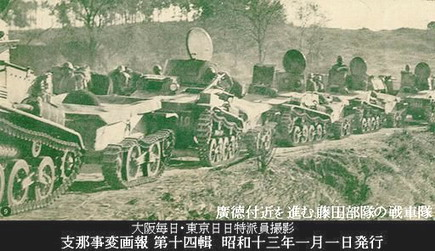
1938年1月1日隸屬於獨立輕装甲車第二中隊的九四式裝甲車，加掛曳引用的牽引車

日本帝國陸軍在1930年引進一輛英國製卡登·洛伊德Mk.VI，在1931年3月至10月提供步兵學校與騎兵學校測評，軍方的結論是「這款戰車不適合直接戰鬥接敵，但作為運輸燃彈、偵查、戒備、指揮等任務有良好的潛能」。在1932年，日本決定開發一款類似卡登·洛伊德Mk.VI的多功能裝甲車，由日本帝國陸軍技術本部技術中校原乙未生設計，代號「TK車」（特殊牽引車），或稱「ホ號」。1934年完成測試，制式定名「九四式装甲牽引車」，曳引貨架制式代號「九四式四分之三噸屯積被牽引車」。
雖然研發初衷是裝甲運輸車，但由於技術借鑑了超輕型戰車，帝國陸軍參謀本部認為這些車輛不只有貨運的能力，也可以做為陸軍裝甲作戰的教練用途，因此將制式定名由裝甲牽引車更換為「輕裝甲車」，配屬於常備師團，同時在單位下設輕裝甲車訓練所。此車因為配備裝有機槍的旋轉式槍塔，所以被前線單位作為履帶式裝甲車使用，用於步兵支援任務。在中日戰爭爆發後，因為中國軍隊缺乏坦克及反坦克武器，所以對裝甲薄弱的九四式沒有造成太大威脅，而且體積細小的九四式不但便於運輸，也易於在城鎮中的街道穿梭往來，可在巷戰時提供火力支援，又可在佔領區作為裝甲巡邏車使用，因而此車活躍於前線作戰，成為掃蕩中國戰場的主力，幾乎所有陸軍師團都裝備此車。

## 實戰

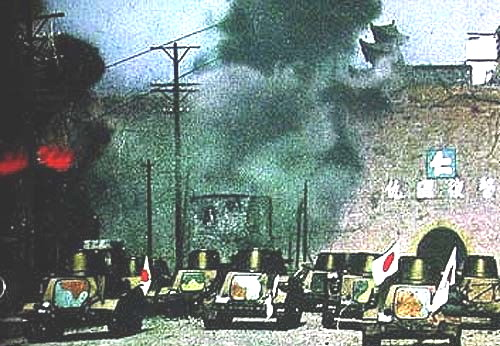
進攻南京的九四式(1937年12月)

1937年中日戰爭爆發，日軍把九四式大量投入實戰，與八九式中戰車一同編為獨立輕裝甲車中隊運用，原先定位用於運輸、偵察任務的九四式在中國戰場也擔任發動前線攻勢使用。

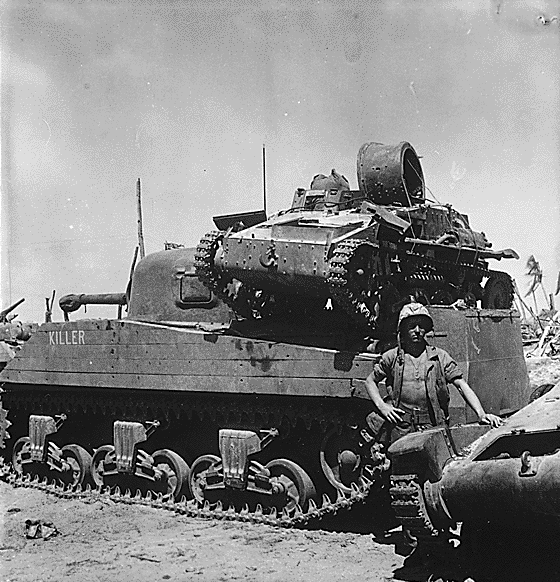
一輛被美國海軍陸戰隊虜獲的九四式被背負於M4雪曼戰車的車尾，可見兩者的大小差異

由於設計宗旨是細小輕量及容易大量生產，九四式的最厚裝甲也只有12毫米，最多只能抵擋輕武器發射的普通子彈。國軍士兵發現九四式只要用一個炸藥包或一個集束手榴彈就可以把它炸毀，有時甚至重機槍發射的毛瑟重尖彈都可以打穿其裝甲及殺傷車內乘員，不過中國軍隊很少配備反坦克武器及重機槍，九四式足以橫掃中國戰場，對付平民更是綽綽有餘，因此九四式活躍於中日戰爭。然而此車對付歐美部隊時卻顯得十分脆弱，1939年發生的諾門罕戰役，日軍以九四式對抗機械化程度較高，主要配備T-26坦克及BT坦克的蘇軍時卻吃足苦頭。
日本在1941年12月8日發動太平洋戰爭，由於在東南亞的歐美守軍普遍沒有裝備坦克，該區的地形以叢林為主，所以大量投入這類小型坦克。太平洋戰爭爆發當天日本入侵香港，因為香港的地形以丘陵及海島為主，坦克的運用受到較多限制，日軍便以小型的九四式組成裝甲部隊進攻香港。九四式車隊於24日晚支援日軍步兵突襲在赤柱的英軍，卻被人力物力皆處劣勢的英軍在短時間內全數擊毀，燃燒的殘骸反令伴隨夜襲的日軍步兵失去黑夜的掩護，足見九四式難當重任。日軍在太平洋戰爭初期仍能以充足的訓練及佔優的兵力壓過英美及荷蘭在東南亞的守軍，所以九四式的缺點對戰局並沒有關鍵性影響，但戰爭中後期盟軍裝備較多坦克及反坦克武器，即使是M3輕坦克也完全壓倒九四式，九四式就連偵察用途也不堪使用。在中日戰爭結束後，中國共產黨從日軍佔領區蒐集7輛九四式用於國共內戰，亦因其裝備不堪戰鬥而僅用於偵察用途，主要交給中共東北戰車團使用，1948年濟南會戰當中華東野戰軍亦從中華民國國軍手中繳獲了2輛。

## 使用國
- 日本
- 中華民國
- 中华人民共和国

## 現存車

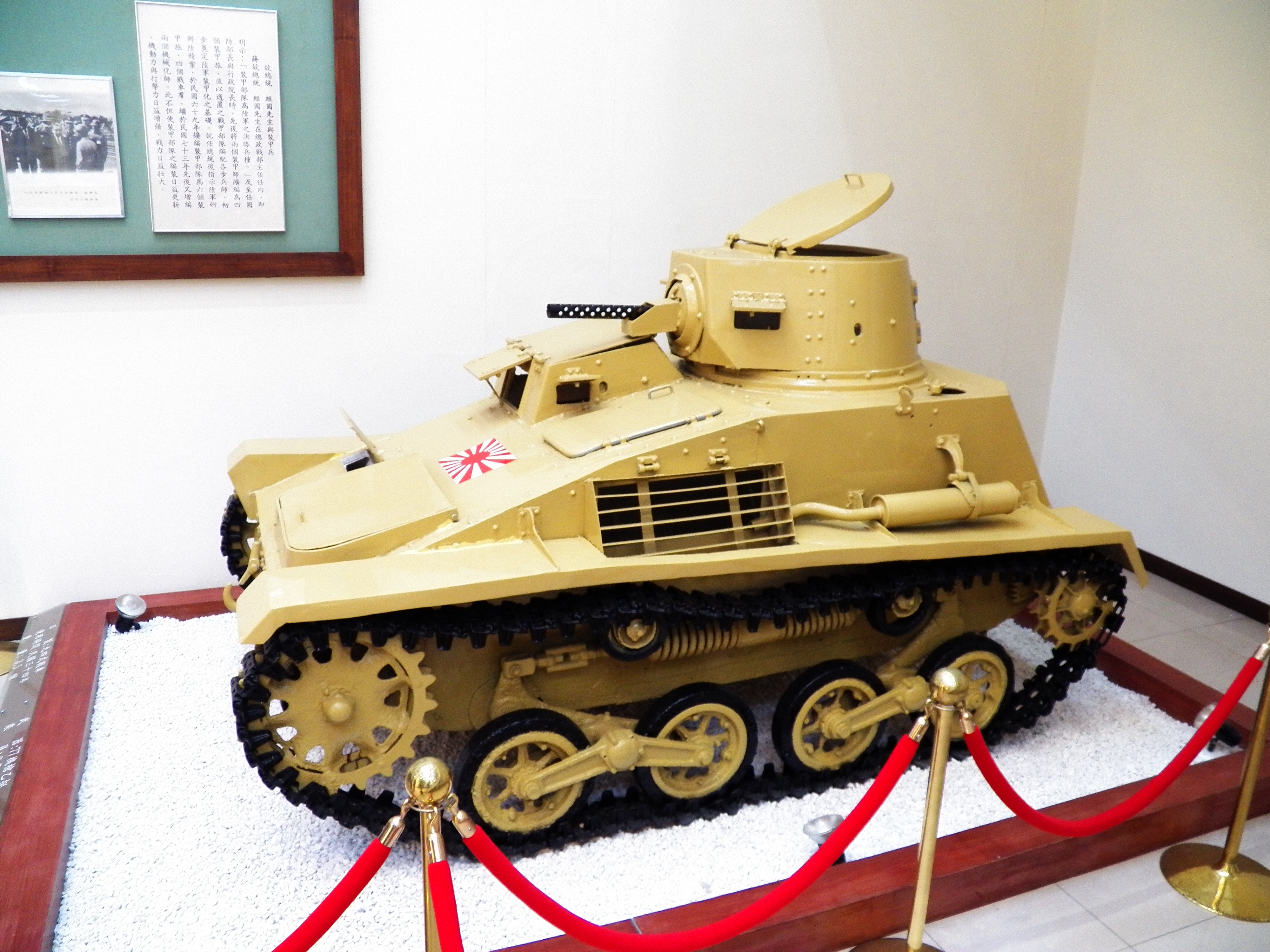
現存於台灣的九四式輕戰車。

- 在台灣的裝甲兵學校校史館有一輛現存的九四式輕戰車，注意炮塔機槍部分由美製M1919機槍替換。
- 在中华人民共和国北京市的中国装甲兵博物馆中存有一辆九四式轻战车，为抗战时期在河北涿州附近因车组操作不当坠入大清河，1989年被发现，1990年打捞出水。装甲兵博物馆亦保存有车组乘员的个人物品和随车物品等一并展出。但装甲兵博物馆因整修暂不对外开放。

## 相關作品
- 電影《金陵十三釵》有九四式輕戰車被中國士兵炸毀的劇情。
- 电影《八佰》中亦出现了由多辆九四式轻战车组成的日军装甲部队，但影片没有直接展现其被击退的场面。

## 註腳
- 日本戰車隊戰史，上田信（日语：上田信 (イラストレーター)）著，何永勝譯，星光出版社，ISBN957-677-652-X